# Isabelle Lonvis-Rome
Pour les articles homonymes, voir Isabelle Rome.
 (mai 2024).
Isabelle Lonvis-Rome, née le 29 avril 1963 à Bourg-en-Bresse (Ain), est une magistrate, autrice et femme politique française.
Elle a été notamment juge de l'application des peines et présidente de cours d'assises au cours de sa carrière. Entre 2000 et 2002, elle conseille la garde des Sceaux Marylise Lebranchu. Devenue inspectrice générale de la Justice, elle est nommée haute-fonctionnaire à l'égalité femmes-hommes au ministère de la Justice en 2018.
Le 20 mai 2022, elle est nommée ministre déléguée chargée de l'Égalité entre les femmes et les hommes, de la Diversité et de l'Égalité des chances au sein du gouvernement Élisabeth Borne. Elle n'est pas renouvelée dans ses fonctions lors du remaniement du 20 juillet 2023, entraînant son départ du gouvernement.
À compter du 21 mai 2024, elle devient ambassadrice pour les droits de l’homme chargée du devoir de mémoire relatif à la dimension internationale de la Shoah et aux spoliations,.

## Biographie

### Famille
Née à Bourg-en-Bresse, Isabelle Lonvis grandit à Saint-Étienne-sur-Reyssouze (Ain), où son père, ancien résistant, est directeur d'école et sa mère institutrice ; elle a un frère, médecin,.
Elle a été mariée à Yves Rome, conseiller en formation continue, homme politique membre du Parti socialiste, ancien député, sénateur et président du conseil général de l'Oise,. Elle en est divorcée depuis 2016[réf. nécessaire].

### Carrière de magistrate

#### Débuts à Lyon
Isabelle Lonvis est ancienne élève de l’École nationale de la magistrature. En 1987, pour son premier poste, Isabelle Lonvis épouse Passet est juge de l'application des peines à Lyon (1987-1992). Toujours au tribunal judiciaire de Lyon, elle est nommée secrétaire générale de la Présidence (1992-1995), puis juge d'instruction (1996-1998).

#### En administration centrale
En 1998, elle rejoint la Délégation interministérielle à la ville, où elle est cheffe du bureau de la prévention de la délinquance (1998-2000).
Elle quitte ce poste en 2000 pour devenir conseillère technique chargée de la protection judiciaire de la jeunesse, de l’aide aux victimes et de l’accès au droit, au sein du cabinet de la garde des Sceaux Marylise Lebranchu (2000-2002).

#### Retour en juridiction
À son retour en juridiction, elle occupe le poste de vice-présidente chargée de l’instruction à Amiens (2003-2006). De 2006 à septembre 2012, elle travaille au tribunal de grande instance de Pontoise, chargée des affaires familiales, puis des référés et juge des libertés et de la détention.
En 2012, elle devient conseillère à la cour d'appel de Versailles et présidente des cours d'assises de Nanterre, Versailles, Pontoise et Chartres (2012-2018).

#### Haute fonctionnaire à l'égalité femmes-hommes du ministère de la Justice
Le 1er juin 2018, elle est nommée haute-fonctionnaire à l'égalité femmes-hommes au ministère de la Justice, par la garde des Sceaux Nicole Belloubet. Au ministère de la Justice, Isabelle Rome est la première haute fonctionnaire à l’égalité femmes-hommes à exercer ce poste à temps plein. Elle a pour mission d’améliorer l’accès des femmes à des postes de hiérarchie, d'assurer un meilleur équilibre vie privée/vie professionnelle, de lutter contre les stéréotypes et de réintroduire la mixité dans les métiers de la justice. Le ministère de la Justice avait été rappelé à l’ordre en 2016 pour le manque de femmes aux postes de direction.
Sous l'impulsion de la garde des Sceaux Nicole Belloubet, et sous la responsabilité d'Isabelle Rome, le 7 mars 2019, le ministère de la Justice publie son premier baromètre de l'égalité femmes-hommes. Le même jour, un texte d'engagement pour une parole non sexiste est signé et adopté par l'ensemble des directions du ministère, l'inspection générale de la justice, les quatre écoles du ministère (ENM, ENG, ENAP, ENPJJ) et par les premières structures signataires (cours, TGI, directions interrégionales de la PJJ, directions et structures de l'administration pénitentiaire),. Elle publie son premier rapport d'activité en juin 2020,.
Le deuxième baromètre Égalité, sur l'accès des femmes et des hommes aux postes à responsabilité, est publié le 8 mars 2021. Le texte d'engagement pour une parole non sexiste est signé, le même jour, par la nouvelle directrice du secrétariat général, par la nouvelle directrice de la direction de la protection judiciaire de la jeunesse (DPJJ) et par le nouveau directeur des services judiciaires (DSJ) du ministère de la Justice.
Isabelle Rome est chargée par la garde des Sceaux Nicole Belloubet de coordonner un plan d'action de lutte contre les violences conjugales. Elle conduit le groupe de travail du ministère de la Justice dans le cadre du Grenelle consacré à ce sujet du 3 septembre au 25 novembre 2019, et veille à la mise en œuvre des mesures qui en sont issues,,,,,.
Un vade-mecum « Secret médical et violences au sein du couple » a été élaboré avec le Conseil national de l'Ordre des médecins et la Haute Autorité de santé afin d'accompagner la loi du 30 juillet 2020 introduisant un nouveau cas de dérogation au secret médical.
Avec Éric Dupond-Moretti, Isabelle Rome présente le bilan des mesures mises en œuvre par le ministère de la Justice à la suite du Grenelle sur les violences conjugales,,.

#### Ministre dans le gouvernement Borne
Le 20 mai 2022, elle est nommée ministre déléguée chargée de l'Égalité entre les femmes et les hommes, de la Diversité et de l'Égalité des chances au sein du gouvernement Élisabeth Borne.
En juillet 2022, elle annonce que le gouvernement versera 400 000 euros chaque année pendant trois ans à la Ligue internationale contre le racisme et l'antisémitisme (LICRA) « afin de soutenir ses actions de lutte contre le racisme, l'antisémitisme et la haine anti-LGBT+ ».
En septembre 2022, elle propose l’idée d’une formation spécialisée au sein des tribunaux sur le sujet des violences intrafamiliales.
En mars 2023, elle exprime son désaccord concernant les photos de Marlène Schiappa dans Playboy, considérant que ce choix ne fait pas avancer la liberté des femmes.
Le 8 mars 2023, elle présente, aux côtés d'Élisabeth Borne, le plan « Toutes et tous égaux - 2023-2027 ». Il prévoit notamment la création de pôles spécialisés violences intrafamiliales dans chaque tribunal et la mise en place d'une structure de prise en charge globale et complète des femmes victimes de violences dans chaque département.
En juillet 2023, elle présente le nouveau plan 2023-2026 du gouvernement pour « lutter contre la haine envers les personnes homosexuelles et trans ». Le plan prévoit notamment le renforcement des centres d’information et d’accompagnement LGBT via une enveloppe de 10 millions d’euros.
Le 20 juillet 2023, elle est remplacée par Bérangère Couillard lors d'un remaniement ministériel.
Nommée en novembre 2023 première présidente de chambre à la cour d'appel de Versaillesauprès du premier président Jean-François Beynel, elle est chargée de la mise en place des Pôles spécialisés pour les violences intra-familiales et lance le programme de mentorat Femmes Entraide Justice pour favoriser la mixité sociale et l'accession paritaire aux postes les plus élevés de la justice, en partenariat avec l'université de Versailles Saint-Quentin (UVSQ) et Sciences Po Saint-Germain-en-Laye.
Elle publie en février 2024 La fin de l'impunité (éditions Stock), livre dans lequel elle propose notamment l'inscription de la définition du féminicide dans la loi et l'introduction de la notion de non-consentement dans la définition du viol, ainsi que la définition légale du contrôle coercitif
Nommée le 25 avril 2024 par décret du président de la République, elle devient ambassadrice pour les droits de l'homme pour la France.

### Engagements associatifs

#### À Lyon
Pendant ses années à Lyon (1987-1998), Isabelle Rome est membre de l'APUS (Association des praticiens de l'urgence sociale) et du Comité rhodanien d’accueil des réfugiés et demandeurs d’asile.
En banlieue lyonnaise, à Vaulx-en-Velin, elle lance, avec d'autres acteurs, en 1998, l’opération « Objectif citoyen », soit 72 rencontres organisées dans les quartiers pour sensibiliser les jeunes à la loi.

#### Dans l'Oise
Elle est présidente-fondatrice de l’association « Femmes de Liberté » (anciennement appelée « Paroles de Femmes en Picardie »), qu'elle a créée dans l'Oise en 2002. Cette association a pour but de faciliter la parole des femmes, de tous horizons et milieux, autour des valeurs républicaines. Isabelle Rome préside cette association pendant douze ans, jusqu’en 2014, organisant des débats, des cafés-citoyens ou des ateliers d’écriture. En 2011, elle participe à l'inauguration d'une plaque commémorative sur la maison de Séverine à Pierrefonds. Elle avait deux ans plus tôt écrit la préface de l'ouvrage d'Évelyne Le Garrec, Séverine : Vie et combats d'une frondeuse.

## Ouvrages
- Vous êtes naïve, Madame le juge, Éditions du Moment, 2012.
- Dans une prison de femmes : une juge en immersion, Éditions du moment, 2014.
- Plaidoyer pour un droit à l’espoir, Enrick B. Éditions, 2018, préface de Benjamin Stora.
- Liberté, égalité, survie, Stock, 2020.
- L'emprise et les violences au sein du couple, dir. avec Éric Martinent, Dalloz, 2021, préface d'Éric Dupond-Moretti.
- Ensemble pour les droits des femmes !, co-écrit avec Giula Clara Kessous, Alternatives, 2022.
- La fin de l'impunité, éditions Stock, février 2024.
- Les droits des femmes, BD coécrite avec Juliette Mel et Mouche Cousue, Lextenso, mars 2024.
- Résistance, Renaissance, ouvrage collectif en soutien aux femmes afghanes, éditions Labor & Fides, 2024.